# Wołczenica
Wołczenica – rzeka płynąca przez Równinę Gryficką i Równinę Goleniowską, o długości 52,1 km. Źródło ma nieopodal wsi Glicko. Uchodzi do Zatoki Cichej cieśniny Dziwny. 
Rzeka stanowi główną oś hydrologiczną gminy Golczewo.
Według danych regionalnego zarządu gospodarki wodnej dominującymi gatunkami ryb w wodach Wołczenicy są: płoć, okoń europejski, pstrąg potokowy. Pozostałymi gatunkami ryb występujących w rzece są: troć wędrowna, pstrąg tęczowy, ukleja, krąp, szczupak pospolity, sandacz, jaź, kleń, miętus pospolity, jelec. W rzece występuje ponadto głowacz białopłetwy, który jest gatunkiem chronionym.

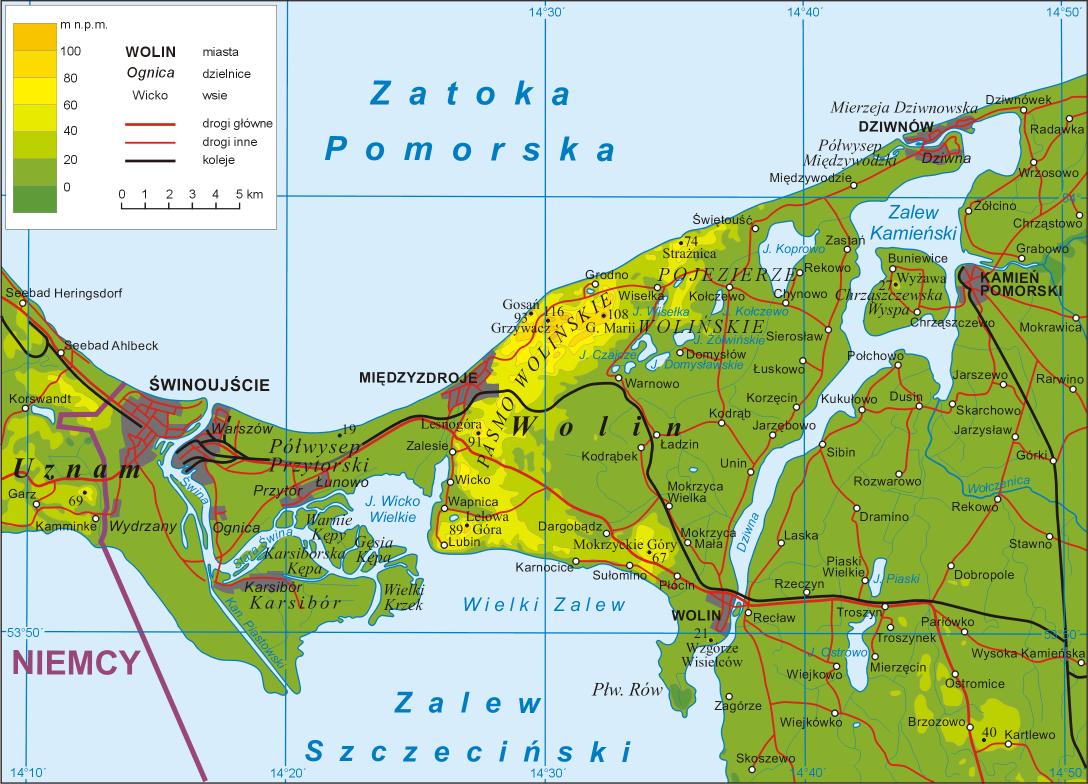
Końcowy odcinek rzeki uchodzący do Zatoki Cichej (wschodnia część mapy)

Rzeka stanowi południową granicę rezerwatu przyrody „Przybiernowski Bór Bagienny”. 
Przełom Wołczenicy od wysokości miejscowości Czarnogłowy prawie do wysokości Zdroisk, w tym m.in. fragment wzdłuż sztucznego jeziora Czarnogłowy Duże znalazł się w rezerwacie przyrody „Przełom Rzeki Wołczenicy”. Leży on w większości w granicach specjalnego obszaru ochrony siedlisk „Ostoja Goleniowska” (PLH320013), a w niewielkiej części w Zespole przyrodniczo-krajobrazowym „Dolina Rzeki Wołczenicy”.
W dalszym biegu rzeka jest odbiornikiem wód z oczyszczalni mechaniczno-biologicznej w Rekowie, typu Miniblok M-9 o przepustowości wynoszącej 58 m³/dobę.
W 2008 r. przeprowadzono badania jakości wód Wołczenicy w punkcie we wsi Rekowo. W ich wyniku oceniono elementy fizykochemiczne poniżej stanu dobrego, elementy biologiczne określono na III klasy, a stan ekologiczny na umiarkowany. W ogólnej dwustopniowej ocenie stwierdzono zły stan wód Wołczenicy.
Tereny dolnej Wołczenicy od Rekowa do ujścia zostały włączone do obszaru specjalnej ochrony ptaków Bagna Rozwarowskie.
Nazwę Wołczenica wprowadzono urzędowo w 1948 roku, zastępując poprzednią niemiecką nazwę rzeki – Völzer Bach.